# U–550
Az U–550 tengeralattjárót a német haditengerészet rendelte a hamburgi Deutsche Werft AG-től 1941. június 5-én. A hajót 1943. július 28-án vették hadrendbe. A tengeralattjáró egy amerikai tankert olyan súlyosan megrongált, hogy a szövetségesek kénytelenek voltak elsüllyeszteni.

## Pályafutása
Az U–550 1944. február 6-án futott ki első és egyetlen járőrútjára Kielből, kapitánya Klaus Hänert volt. A hajó átszelte az Atlanti-óceán északi részét, hogy az amerikai partok előtt cserkésszen. Április 16-án, 300 kilométerre keletre New Yorktól megtorpedózta a Pan Pennsylvania nevű amerikai tankert, amely a walesi Barrybe tartott a CU–21 konvoj tagjaként. A robbanás óriási léket nyitott a hajótesten, és a tanker veszélyesen megdőlt. A legénység, miután a Pan Pennsylvania megállt, mentőcsónakba szállt. A hajó nem süllyedt el, később szövetséges repülők küldték a tenger mélyére.
A támadás után három amerikai romboló – a USS Gandy, a USS Joyce és a USS Peterson – az U–550 üldözésébe kezdett, és sikerült is a búvárhajót a felszínre kényszeríteniük, majd elsüllyeszteniük. A német tengerészek közül 44 meghalt, 12 túlélte az U–550 pusztulását.

## Kapitány
| Név          | Kezdőnap         | Zárónap           |
| ------------ | ---------------- | ----------------- |
| Klaus Hänert | 1943. július 28. | 1944. április 16. |

## Őrjáratok
| Indulás | Indulónap        | Érkezés | Zárónap           |
| ------- | ---------------- | ------- | ----------------- |
| Kiel    | 1944. február 9. | *       | 1944. április 16. |

* A tengeralattjáró nem érte el úti célját, elsüllyesztették

## Megrongált hajó
| Dátum             | Hajó neve         | Nemzetisége      | Brt    |
| ----------------- | ----------------- | ---------------- | ------ |
| 1944. április 16. | Pan Pennsylvania* | Egyesült Államok | 11 017 |

* A hajó nem süllyedt el, csak megrongálódott